# 特里沃尔齐奥
特里沃尔齐奥（義大利語：Trivolzio），是意大利帕维亚省的一个市镇。总面积3平方公里，人口1860人，人口密度620.0人/平方公里（2009年）。国家统计（ISTAT）代码为018163。